# Kettering Town Football Club
Maillots
Le Kettering Town Football Club est un club anglais de football, basé depuis 2013 à Burton Latimer en raison de ses problèmes financiers. Le club joue actuellement dans la National League North (D6 anglaise) et joue au "Latimer Park" petit stade situé à Burton Latimer.

## Histoire
- 1872 : Fondation du club
- 2008 : Le club remporte la National League North (D6)
- 2011-2012 : Le club entre en crise, perd son stade Rockingham Road et finit dernier de la National League (D5) et est rétrogradé en Southern League Premier Division (D7)
- 2013 : Le club est encore relégué finissant dernier de Southern League Premier Division (D7) et descend en Division One Central (D8)
- 2015 : Le club remonte en Southern League Premier Division (D7).
- 2019 : Le club remonte en National League North (D6).
- 2023 : Le club est relégué en Southern Football League (D7).

## Palmarès
- Conference North (D6) :
  - Champion : 2008

- FA Trophy :
  - Finaliste : 1979, 2000

## Joueurs emblématiques
- Don Masson
- Darren Caskey
- /  Keith Alexander
- Jamie Clapham